# Rówienek czarnobrzeżny
Rówienek czarnobrzeżny (Omaloplia nigromarginata) – gatunek chrząszcza z rodziny poświętnikowatych i podrodziny chrabąszczowatych. Zamieszkuje palearktyczną Eurazję.

## Taksonomia
Gatunek ten opisany został po raz pierwszy w 1786 roku przez Johanna Friedricha Wilhelma Herbsta pod nazwą  Melolontha nigromarginata.

## Morfologia
Chrząszcz o owalnym w zarysie, przeciętnie wypukłym ciele długości od 5 do 7 mm. Ubarwienie ma czarne z wyjątkiem pokryw – te są brunatnożółte do brunatnych z różnej szerokości czarnym obrzeżeniem i zaczernieniem wzdłuż szwu. Powierzchnia głowy jest lekko błyszcząca, punktowana i owłosiona. Czułki buduje dziewięć członów, z których trzy ostatnie formują niewielką, kulistą buławkę. Oczy mają duże rozmiary. Stosunkowo silnie wypukłe przedplecze ma nierównomierne punktowanie oraz długie, odstające owłosienie. Tylna krawędź przedplecza jest jednorodnie, delikatnie obrzeżona. Pokrywy są matowe, delikatnie mikrorzeźbione, o wypukłych międzyrzędach i wąskich, acz wyraźnych, odgraniczonych wypukłą linią epipleurach. Charakterystyczną cechą odróżniającą tego rówienka od podobnej O. ruricola jest występowanie dwóch rodzajów okrywy na pokrywach – na rzędach rosną delikatne i jasne włoski, a na międzyrzędach długie i odstające rzęski. Pygidium w przeciwieństwie do O. ruricola ma błyszczącą powierzchnię. Spód ciała niezbyt gęsto porasta jasne owłosienie.

## Ekologia i występowanie
Owad rozmieszczony od nizin po niższe położenia górskie, zasiedlający tereny trawiaste, w tym łąki, polany i pola uprawne. Owady dorosłe aktywne są od kwietnia do września. Pędraki rozwijają się w glebie, żerując na korzeniach traw; stanowią stadium zimujące.
Gatunek palearktyczny, znany z Niemiec, Szwajcarii, Austrii, Danii, Łotwy, Litwy, Polski, Czech, Słowacji, Węgier, Ukrainy, Mołdawii, Rumunii, Słowenii, Serbii, europejskiej i syberyjskiej części Rosji, Turcji i Mongolii. Okazy z Polski jeszcze pod koniec XX wieku błędnie przyporządkowywano do O. ruricola; korekty oznaczeń dokonał Bunalski w pracach z lat 90.